# Adam Scheidt Brewing Company
Die Adam Scheidt Brewing Company war eine US-amerikanische Brauerei in Norristown.

## Geschichte
Die Geschichte der Adam Scheidt Brewing Company beginnt mit der Gründung einer Brauerei durch ein Brüderpaar namens Moeshlin im Jahr 1866 an der 151 West Marshall und Barbadoes Streets in Norristown. Vier Jahre später wurde diese Brauerei durch den Saloonbesitzer Charles Scheidt gekauft. Charles‘ Bruder Adam emigrierte 1878 von Deutschland in die Vereinigten Staaten, um in das Unternehmen seines Bruders einzusteigen.
Zusammen bauten die Brüder eine neue Brauerei mit eigenem Eishaus unter dem Namen C. & A. Scheidt Company. Die jährliche Produktionskapazität betrug zu dieser Zeit circa 1.500 Barrel. In den darauffolgenden Jahren wurden Büros in Norristown und Baltimore sowie eine Abfüllanlage (1882) errichtet.
1884 verstarb Charles Scheidt, sein Bruder Adam übernahm die Leitung der Brauerei. Sechs Jahre später meldete er die Brauerei offiziell mit einem Gründungskapital von 125.000 US-Dollar unter dem Namen Adam Scheidt Brewing Company offiziell an. Im Anschluss an die Anmeldung wurde die Brauerei auf eine Produktionskapazität von 60.000 Barrel ausgebaut. 1891 wurde die erste Akquisition einer fremden Brauerei durchgeführt: Die A. R. Cox Brewery an der 257 West Main & Markley Street in Norristown wurde bis 1896 als Tochterfirma betrieben.
Bis 1904 hatte die Scheidt-Brauerei aufgrund ihrer steigenden Popularität bereits einen Jahresausstoß von über 100.000 Barrel erreicht. Der Brauereikomplex bestand aus der Brauerei, einem Kraftwerk, einer Abfüllanlage, einem Lagerhaus, einem Lagerkeller, drei artesischen Brunnen und einem Eishaus. Das im Brauprozess verwendete Malz wurde aus Deutschland importiert. Die beliebtesten Marken dieser Zeit waren Lotos Export Beer und Twentieth Century Ale. Die Scheidt-Brauerei war die zehntgrößte von insgesamt 50 Brauereien in der Region um Philadelphia. In der Folgezeit führte Scheidt seinen Sohn Adam Scheidt Jr. in das Geschäft ein.
Während der Zeit der Prohibition blieb die Scheidt-Brauerei mit verschiedenen Produkten im Markt. Anstatt regulärer Vollbiere wurde ein alkoholreduziertes Leichtbier („near beer“), Malz, Eis und Limonaden hergestellt. Adam Scheidt Sr. starb 1933. Sein Sohn Adam Scheidt Jr. übernahm die Leitung der Brauerei.
Am 7. April 1933 begann das Unternehmen wieder, den regulären Braubetrieb aufzunehmen – eine Minute nach Mitternacht an diesem Tag soll sich eine Menge von circa 5.000 Menschen vor den Toren der Brauerei versammelt haben, um wieder reguläres Bier kaufen zu können. Die populären Marken dieser Zeit waren Valley Forge Beer, Ram’s Head Ale und Prior Beer.
Während des Zweiten Weltkriegs musste die Brauerei Rationierungsmaßnahmen von Getreide, erhöhte Steuern auf Bier sowie den Einzug von 15 % der Ausbringungsmenge für die Kriegsanstrengungen akzeptieren. Dies hinderte die Brauerei daran, während des Krieges zu expandieren. Mit dem Ende des Krieges wurde dann jedoch eine neue Abfüllanlage für circa 2 Millionen US-Dollar errichtet.
Die Scheidt-Brauerei profitierte vom wirtschaftlichen Aufschwung der Nachkriegszeit. 1952 wurde ein Jahresausstoß von 494.000 Barrel erreicht. Am 16. Juni 1954 wurde sie von C. Schmidt & Sons aufgekauft. Diese setzten den Braubetrieb unter dem Scheidt-Namen noch bis 1960 fort, dann wurde die Brauerei in Valley Forge Brewing Company umbenannt. Fünf weitere Jahre später wurde der Name C. Schmidt & Sons gewählt.
Arbeitskämpfe und eine schwierige Marktlage führten dazu, dass die Scheidt-Brauerei am 31. Dezember 1974 geschlossen wurde. Zu dieser Zeit waren 250 Mitarbeiter bei ihr beschäftigt.
Der Brauereikomplex wurde nicht abgerissen und kann heute noch gesehen werden. Er wurde in einen Büropark namens Stony Creek Office Center umgewandelt.